# Rinzai
Rinzai (臨済宗; jap.: Rinzai-shū, chiń.: Linjizong) – jedna z dwóch głównych szkół japońskiego buddyzmu zen (drugą z nich jest sōtō). Jest ona japońskim odpowiednikiem chińskiej szkoły linji, której założycielem był wielki mistrz chan Linji Yixuan (zm. 867).
Początkowy okres istnienia szkoły rinzai można podzielić na trzy etapy:
- Okres działalności takich mnichów jak Eisai Myōan, Enni Ben’en i Shinchi Kakushin. Od wprowadzenia zen jako jednej z form buddyzmu do uzyskania pierwszeństwa.
- Okres zen Kamakury i wsparcia przez siogunat. Okres od uzyskania pierwszeństwa zen do uzyskania samowystarczalności szkoły rinzai.
- Okres, którego głównym przedstawicielem był Nampo Jōmyō (Shōmyō). Od samowystarczalności szkoły rinzai do uzyskania jej całkowitej niezależności.

## Pierwsze próby transmisji chan do Japonii
- Dōshō (628–670). Był wybitnym japońskim mnichem, który w 653 r. udał się do Chin. Zdobywał wiedzę o chanie u mistrza Huimana ucznia drugiego patriarchy chan Huikego (487–594). Otworzył nawet pierwszy w Japonii ośrodek medytacyjny w klasztorze Gangō w Narze, ale Japończycy nie byli tym rodzajem praktyki zainteresowani.
- Daoxuan (702–760). Był właściwie mnichem winaji, ale zaznajomionym z naukami tiantai, huayan i chan. Chanu uczył się od mistrza Puji (651–739) z północnej szkoły stopniowego oświecenia. Uczył on praktyki zen (znak chan [禪] był wymawiany przez Japończyków jako zen) mnicha Gyōhyō (722–797). Jego uczniem był mnich Saichō, znany bardziej jako Dengyō Daishi (767–822), który założył odpowiednik chińskiej szkoły tiantai – tendai. Praktyka zen została zmieszana z ezoterycznymi praktykami tej szkoły.
- Yikong. Uczeń mistrza chan Yanguana Qi’ana (750–842) ze szkoły hongzhou, z której rozwinie się potem tradycja linji. Przybył on do Japonii na zaproszenie cesarzowej Tachibany Kachiko, otrzymał nawet świątynię do prowadzenia i także nie zdołał stworzyć linii przekazu.
- Kakua (ur. 1142). Pierwszy Japończyk, który osiągnął oświecenie praktykując chan u mistrza szkoły linji z jej odgałęzienia yangqi – Fohaia Huiyuana (1103–1176). W Japonii spotkał z niewielkim zainteresowaniem. Zaproszony przez cesarza Takakurę, na jego zapytanie o nauki zen zrobił z zakładki szaty piszczałkę, zagrał jedną nutę i wyszedł. Udał się na górę Hiei i słuch o nim zaginął.
- Szkoła Darumy (Daruma=Bodhidharma w skróconej wersji japońskiej). Założona przez mnicha nazwiskiem Dainichi Nōnin (bd, XII wiek). Wśród tekstów buddyjskich natrafił na informację o buddyzmie chan (zen), zaczął go sam praktykować i osiągnął oświecenie. Posłał swoich dwóch uczniów do Chin i od mistrza chan Zhuo’ana Deguanga (1121–1203) (znanego także jako Fozaho Deguang) otrzymał przekaz Dharmy. Nōnina i uczniów skupionych wokół niego nazywano szkołą Darumy. Mimo nazwy, szkoła nie prowadziła nauczania w stylu linji, ani nawet czystego chińskiego chanu. Zmieszano w niej zen z naukami szkoły tendai. Charakterystyczne, że uczniowie tej szkoły przeszli później do Dōgena, a nie do Eisaia Myōana.

## Eisai Myōan

### Linia przekazu Eisaia Myōana
Pierwsza liczba oznacza liczbę pokoleń mistrzów od 1 Patriarchy indyjskiego Mahakaśjapy.
Druga liczba oznacza liczbę pokoleń od 28/1 Bodhidharmy, 28 Patriarchy Indii i 1 Patriarchy Chin.
Trzecia liczba oznacza początek nowej linii przekazu w danym kraju.
- 45/18. Huanglong Huinan (1002–1069) odgałęzienie szkoły linji – huanglong
  - 46/19. Huitang Zuxin (1024–1100)
    - 47/20. Huanglong Xinsou (1071–1115)
      - 48/21. Weiqing
        - 49/22. Shouzhuo
          - 50/23. Jiaichen
            - 51/24. Tanfen
              - 52/25. Zongjin
                - 53/26. Xu’an Huaichang (bd)
                  - 54/27/1. Eisai Myōan (1142–1215) Japonia. Szkoła zen rinzai
                    - 55/28/2. Ryōnen Myōzen (1184–1225)
                    - 55/28/2. Taikō Gyōyū (1163–1241)
                    - 55/28/2. Shakuen Eichō (zm. 1247)
                      - 56/29/3. Zōsō Rōyo (1193–1276)
                        - 57/30/4. Jakuan Jōshō (1229–1316)
                          - 58/31/5. Ryūzan Tokken (1284–1358)

Gdy w kwietniu 1187 Eisai udał się powtórnie do Chin, przybywał tam tylko w celu praktyki chan. Został uczniem mistrza Xu’ana Huaichanga, który przebywał w klasztorze Wangnian na górze Tiantai. Gdy mistrz przeniósł się do klasztoru na górze Tiantong, Eisai udał się tam za nim i po wytrwałej praktyce osiągnął oświecenie i otrzymał przekaz Dharmy. Do Japonii powrócił w 1191 r. i od razu rozpoczął nauczanie zen. Zgromadził małą grupkę wyznawców. W 1195 r. przy poparciu sioguna Yoritomo Minamoto założył klasztor Shōfuku w Hakacie uważany za pierwszy klasztor zen w Japonii. Pragnął wykorzystać kryzys w japońskim buddyzmie tego okresu, aby usamodzielnić i rozwinąć szkołę zen rinzai jako bezpośredniego spadkobiercę prawdziwej linii przekazu chanu Patriarchów. Głosił, że rinzai jest esencją wszystkich nauk i podsumowaniem Dharmy Buddy. Rozgniewało to ustabilizowane i walczące o wpływy stare szkoły doktrynalne i Eisai w 1199 opuścił Kioto i przeniósł się do Kamakury. Został opatem nowego klasztoru Jofuku. W 1202 r. wrócił do Kioto o został opatem kolejnego nowego klasztoru Kennin. Zaczął się w końcu cieszyć poważaniem, ale także nie czynił już żadnych wysiłków aby propagować zen. Być może myślał, że Japończycy do zen jeszcze nie dojrzeli. Splot zależności spowodował, iż praktyka zen została w jego szkole zmieszana z naukami tendai. Jego tekst Kōzen Gokokuron (Traktat o szerzeniu zen dla obrony narodu) zaangażował zen w politykę.
Chociaż Japończycy szczycili się przeniesieniem do swego kraju prawdziwego i czystego chan/zen z Chin, to jednak jego rozwój poszedł w innym kierunku. Chan był w Chinach plebejski i mistrzowie stronili od polityki, jak i od wizyt w pałacach – chociaż były od tego wyjątki (np. szkoła północna stopniowego oświecenia); natomiast zen od okresu Kamakury stał się buddyzmem klasy samurajów i angażował się w politykę. W toku dalszego rozwoju, m.in. z powodu antybuddyjskich rozporządzeń Ody Nobunagi i w jeszcze większym stopniu antybuddyjskiego nastawienia w czasie okresu Meiji, zen zmienił się na tyle, że wielu mistrzów zaczęło popierać nacjonalizm i wojnę (zobacz dalej: Zen od Ody Nobunagi do okresu Meiji).
Pechowo potoczyły się dalsze losy tej szkoły. Jego najwybitniejszym uczniem był Ryōnen Myōzen (1184–1225), który przez 6 lat był nauczycielem Eiheia Dōgena. Udał się Chin, gdzie praktykował u mistrzów Wuji Liaopaia i Tiantonga Rujinga. Niestety zmarł w Chinach w maju 1225 r.
Taikō Gyōyū zmarł jako opat Jōmyō-ji, prawdopodobnie nie zostawiwszy spadkobiercy. Przez jakiś okres mieszał praktykę zen z nauki szkoły shingon, spadkobierczyni chińskiej szkoły zhenyang (prawdziwych słów), czyli mantrajany.
Nieco dłużej przetrwała trzecia linia przekazu zapoczątkowana przez Shakuena Eichō. Około 1222 r. założył on klasztor Chōraku, gdzie jego uczniem był Enni Ben’en, późniejszy propagator zen w stylu rinzai.

## Enni Ben’en

### Linia przekazu Enniego Ben’ena
- 45/18. Yangqi Fanghui (992–1049) odgałęzienie szkoły linji – yangqi
  - 46/19. Baiyun Shoutuan (1025–1072)
    - 47/20. Wuzu Fayan (1024–1104)
      - 48/21. Yuanwu Keqin (1063–1135)
        - 49/22. Huqiu Shaolong (1077–1136)
          - 50/23. Ying’an Tanhua (1103–1163)
            - 51/24. Mi’an Xijie (1132–1202) (także jako Xian)
              - 52/25. Po’an Zuxian (1136–1211)
                - 53/26. Wuzhun Shifan (1177–1249)
                  - 54/27/1. Enni Ben’en (1201-1280) (znany jako Shōichi Kokushi) Japonia. Szkoła rinzai.
                    - 55/28/2. Mujū Ichien (1226–1312)
                    - 55/28/2. Hakuun Egyō (1228–1297)
                    - 55/28/2. Tōzan Tanshō (1231–1291)
                      - 56/29/3. Kokan Shiren (1278–1346)

                    - 55/28/2. Senkei Shoken (zm. 1330)
                      - 56/29/3.  Mugan Soō (zm. 1344)
                        - 57/30/4. Giyō Hōshū (1363–1424)

                    - 55/28/2.
                      - 56/29/3.
                        - 57/30/4.
                          - 58/31/5. Nittō Sokyoku (1431–1499)

                    - 55/28/2. Mukan Fumon (1212–1291)
                      - 56/29/3.
                        - 57/30/4.
                          - 58/31/5. Keian Genju (1424–1508)

Ben’en był jedną z najważniejszych postaci zen rinzai w XIII wieku. Spędził siedem lat w Chinach praktykując chan u mistrza Wuzhuna Shifana z odgałęzienia szkoły linji – yangqi. Jego klasztor Wanshou znajdował się na górze Jing w prowincji Zhejiang. Jak wykazała historia – wszystkie linie przekazu w Japonii, które przetrwały są spadkobierczyniami tej właśnie gałęzi. Linie przekazu z odgałęzienia huanglong w Japonii wygasły. Trzeba tu powiedzieć, że ten chiński mistrz jest dziadkiem japońskiego rinzai, gdyż uczniami jego uczni byli Japończycy. Po powrocie do kraju Ben’en miał to szczęście, że Fujiwara Michiie miał wielkie plany związane z rozwojem buddyzmu w Kioto i główną rolę miał odegrać Ben’en. Początkowo znalazł się Fumon-in, gdzie prowadził codzienne ceremonie shingon i tendai, ale jego ideałem była czysta praktyka zen, taka jak w Chinach. I gdy tylko ukończono wielki kompleks Tōfuku-ji (formalnie konsekracja nastąpiła w 1255 r.) – Ben’en został opatem i wkrótce klasztor znalazł się wśród 5 klasztorów systemu 5 klasztorów (gór) i 10 świątyń (chiń. wushan; jap. gozan) i centrum ruchu zen w Kioto.

## Shinchi Kakushin

### Linia przekazu Shinchiego Kakushina
- 45/18. Yangqi Fanghui (992–1049) odgałęzienie szkoły linji – yangqi
  - 46/19. Baiyun Shoutuan (1025–1072)
    - 47/20. Wuzu Fayan (1024–1104)
      - 48/21. Kaifu Daoning (zm. 1113)
        - 49/22. Yue’an Shanguo (1079–1152)
          - 50/23. Laona Zudeng (bd) (także jako Dahong Zuzheng)
            - 51/24. Yuelin Shiguan (1143–1217)
              - 52/25. Wumen Huikai (1183–1260) autor Wumenguan
                - 53/26/1. Shinchi Kakushin (1207–1298) (także znany jako Muhon Kakushin) Japonia. Szkoła rinzai.
                  - 54/27/2. Kohō Kakumyō (1271–1361)
                    - 55/28/3. Jiun Myōki (1273–1345)
                    - 55/28/3. Tokushō Bassui (1327–1387)
                      - 56/29/4. Shun'ō Reizan (1344–1408)

Kakushin nie odegrał wielkiej roli w propagowaniu zen rinzai, gdyż lubił samotność i po otrzymaniu przekazu Dharmy zaszył się w odległym zakątku w okolicy dzisiejszego dystryktu Wakayama, niedaleko miejsca skąd pochodził. Wybudował tam mały klasztor Saihō, w którym pozostał przez ok. 40 lat. Odwiedzał jednak Kioto z wykładami. I jemu także nie udało się utrzymać w swoim klasztorze czystej praktyki zen i została ona zmieszana z naukami shingon. Niemniej główny nacisk kładziono na praktykę koanową (chiń. Koan) wykorzystując Mumonkan (chiń. Wumenguan). Japoński zen rinzai zyskał pierwszy tekst związany z jego najważniejszą praktyką. Najwybitniejszym mistrzem tej linii przekazu i jednym z najwybitniejszych mistrzów japońskiego zen był Tokushō Bassui.

## Zen okresuKamakury

### Linia przekazu Dharmy
- 45/18. Yangqi Fanghui (992–1049) odgałęzienie szkoły linji – yangqi
- 46/19. Baiyun Shouduan (1025–1072)
- 47/20. Wuzu Fayan (1024–1104)
- 48/21. Yuanwu Keqin (1063–1135)
- 49/22. Dahui Zonggao (1080–1163)
- 50/23. Zhuo’an Deguang (1121–1203)
- 51/24. Mi’an Xijie (1132–1202) (także jako Xian)
- 52/25. Po’an Zuxian (1136–1211)
- 53/26. Wuzhun Shifan (1177–1249)
  - 54/27. Enni Ben’en (1201–1280)
  - 54/27/1. Wu’an Puning (1197–1276) Japonia – Kamakura.
    - 55/28/2. Hōjō Tokiyori (1227–1263)

  - 54/27. Wanji Xingmi (b.d.)
    - 55/28/1. Yishan Yining (1247–1317) Japonia – Kamakura.
      - 56/29/2. Kokan Shiren (1278–1346)
      - 56/29/2. Sesson Yūbai (1290–1346)

  - 54/27/1. Wuxiue Zuyuan (1226–1286) (znany także jako Foguang). Japonia – Kamakura.
    - 55/28. Jingtang Zhueyuan (bd)
    - 55/28/1. Muchaku (ur. 1243-?) mniszka
    - 55/28/1. Ichiō Inkō (1210–1281)
    - 55/28/1. Kian Soen (1261–1313)
    - 55/28/1. Kōhō Kennichi (1241–1316)
      - 56/29/2. Musō Soseki (1275–1351) (także Musō Kokushi)
        - 57/30/3. Shun'oku Myōha (1311–1388)
        - 57/30/3. Chūgan Engetsu (1300–1375)
        - 57/30/3. Ryūshū Shūtaku (1308–1388)
        - 57/30/3. Seizan Jiei (1302–1369)
        - 57/30/3. Zekkai Chūshin (1336–1405)
          - 58/31/4. Ishō Tokugan (bd)
            - 59/32/5. Zuikei Shūhō (1391–1473)
            - 59/32/5. Kisei Reigen (1403–1488)

        - 57/30/3. Gidō Shūshin (1325–1388) Donchū Dōhō (1365–1409)
          - 58/31/4.
            - 59/32/5.
              - 60/33/6. Ōsen Keizan (1429–1493)

        - 57/30/3. Mukyoku Shigen (1282–1359)
          - 58/31/4. Kūkoku Myōō (1328–1407)
            - 59/32/5. Donchū Dōhō (1365–1409)
            - 32.
              - 33.
                - 34. [Uwaga: numeracja w pustych miejscach jest tylko orientacyjna]
                  - 35.
                    - 36.
                      - 37. Saishō Shōkai (1548–1607)

  - 54/27. Xueyan Zuqin (bd) (także jako Huilang)
    - 55/28. Gaofeng Yuanmiao (1238–1295)
      - 56/29. Zhongfeng Mingben (1263–1323) Linia przekazu genjū
        - 57/30/1. Muin Genkai (zm. 1358)
        - 57/30/1. Kosen Ingen (1295–1374)
          - 58/31/2. Gesshū Jukei (zm. 1333)

        - 57/30/1. Sengan Genchō (1284–1357)
          - 58/31/2. Daisetsu Sonō (1313–1377)

        - 57/30/1. Onkei Soyū (1286–1344)
          - 31.
            - 32.
              - 33.
                - 34.
                  - 35.
                    - 36.
                      - 37.
                        - 38. Ichige Sekiyu (1441–1507)

        - 30.
          - 31.
            - 32.
              - 33.
                - 34.
                  - 35.
                    - 36.
                      - 37.
                        - 38.
                          - 39.
                            - 40.
                              - 41.
                                -                                   - 72/42. Feyin Tongrong (1593–1661)
                                    - 73/43/1 Daozhe Chaoyuan (1600–1663)
                                    - 73/43/1. Yinyuan Longqi (1592–1673) Japonia. Szkoła ōbaku.
                                      - 74/44/2. Duzhan Xingrong (1628–1706)
                                      - 74/44/2. Dokuryu Shoeki (bd)
                                      - 74/44/2.
                                        - 75/45/3. Gaoquan Xingdun (1633–1695)

                                      - 74/44/2. Mu’an Xingtao (1611–1684)
                                        - 75/45/3. Tesugen Dōkō (1630–1682)
                                        - 75/45/3. Chōon Dōkai (1628–1695)
                                        - 75/45/3. Tetsugyū Dōki (1628–1700)

W pierwszej połowie okresu Kamakury (1185–1333) szkoła zen rinzai mogła się utrzymać tylko wchodząc w różne synkretyczne związki z dawnymi potężnymi szkołami buddyzmu, nawet jeśli szkoły te przechodziły wyraźny kryzys. Jednak koniec okresu Heian (794–1192) był kryzysem całej Japonii; bunty, rewolty, pospolity bandytyzm, klęski żywiołowe, zmiana władzy (upadek dawnych rodów arystokratycznych), upadek moralności. W świeżym zenie samuraje zobaczyli religię dla siebie. W Japonii zaczęto wtedy mówić Tendai jest dla dworu cesarskiego, shingon jest dla arystokracji, zen jest dla klasy wojowników, Czysta Kraina jest dla pospólstwa. Jednak naprawdę poważne zainteresowanie zenem wykazał dopiero czwarty regent bakufu (militarnego reżimu) – Tokiyori Hōjō (1227–1263). Był on bardzo mocno związany z praktyką zen; praktykował u chińskiego mistrza Wu’ana Puninga (1197–1276) i pod jego kierunkiem osiągnął oświecenie. Również i jego następcy Tokiyori i Tokimune także mocno zen praktykowali. Z przekazów historycznych wynika, że byli potężnymi, inteligentnymi i szczodrobliwymi władcami. Budowali klasztory zen, m.in. Kenchō, Engaku, Tōkei i inne, a mistrzowie zen zamieniali klasztory, w których kwitły synkretyczne praktyki, na czyste klasztory zen, jak np. Lanxi Daolong (1213–1278) zrobił w dotychczasowym klasztorze tendai i shingon – Kennin W okresie paniki i niepewności przed drugą inwazją mongolską w 1279 r., to właśnie mistrzowie zen wykazali taką moc ducha i nieugiętość, że w wielkim stopniu przyczynili się do zdecydowanego oporu Japonii. Poprawiło to jeszcze wizerunek zen w oczach Japończyków.

## Nampo Jōmyō

### Linia przekazu Dharmy Nampo Jōmyō
- 45/18. Yangqi Fanghui (992–1049) odgałęzienie szkoły linji – yangqi
- 46/19. Baiyun Shoutuan (1025–1072)
- 47/20. Wuzu Fayan (1024–1104)
- 48/21. Yuanwu Keqin (1063–1135)
- 49/22. Dahui Zonggao (1080–1163)
- 50/23. Zhuo’an Deguang (1121–1203)
- 51/24. Mi’an Xijie (1132–1202) (także jako Xian)
- 52/25. Songyuan Chongyue (1139–1209
  - 53/26. Wuming Huixin (bd)
    - 54/27. Lanxi Daolong (1213–1278)

  - 53/26. Yun’an Puyan (1156–1226)
    - 54/27. Xutang Zhiyu (1185–1269)
      - 55/28/1. Nampo Jōmyō (1235–1309) (także Shōmyō; Daiō Kokushi) Japonia. Szkoła rinzai.
        - 56/29/2. Hōō Soichi (1274–1357)
          - 57/30. Daichū Sōshin (bd)
            - 58/31. Gettan Sōkō (1326–1389)

        - 56/29. Shūhō Myōchō (1282–1338) (także Daitō Kokushi)
          - 57/30. Tettō Gikō (1295–1369)
            - 58/31. Gongai Sōchū (1315–1390)
              - 59/32. Kesō Sōdon (1352–1428)
                - 60/33. Ikkyū Sōjun (1394–1481)
                - 60/33. Yōsō Sōi (1379–1458)
                  - 61/34. Shumpo Sōki (1416–1496)
                    - 62/35. Jitsuden Sōshin (1434–1507)
                      - 63/36. Kogaku Sōkō (1465–1548)
                        - 64/37.
                          - 65/38. Shōrei Sōkin (1489–1568)
                            - 66/39. Kokei Sōchin (1515–1597)
                            - 66/39. Shun’oku Sōen (1529–1611)
                              - 67/40. Kōgetsu Sōgan (1574–1643)
                              - 67/40. Kobori Enshū (bd)

                            - 66/39. Ittō Shōteki (1539–1612)
                              - 67/40. Takuan Sōhō (1573–1645) nie zostawił spadkobierców

          - 57/30. Kanzan Egen (także Muso Daishi) (1277–1360)
            - 58/31. Juō Sōhistu (1296–1380)
              - 59/32. Muin Sōin (1326–1410)
                - 60/33. Nippo Soshun? (1368–1448) niepewny
                  - 61/34. Sekkō Sōshin (także Tozen) (1408–1486)
                    - 62/35. Keisen Sōryū (1426–1500)
                    - 62/35. Gokei Sōton (1416–1500)
                      - 63/36. Tenshō Sōju (zm. 1512)
                        - 64/37.
                          - 65/38. Daichū Sōshin (1512–1599)

                    - 62/35. Tokūho Zenketsu (1419–1506)
                      - 63/36.
                        - 64/37.
                          - 65/38. Daigu Sōchiku (1584–1669)
                          - 65/38. Ungo Kiyō (1583–1659)

                      - 63/36/9. Daikyū Sōkyū (1468–1549)
                      - 63/36/9.
                        - 64/37/10.
                          - 65/38/11.
                            - 66/39/12. Uwaga! numeracja tylko orientacyjna
                              - 67/40/13.
                                - 68/41/14.
                                  - 69/42.15.
                                    - 70/43/16. Kengan Zen’etsu (1623–1701)
                                      - 71/44/17. Kogetsu Zenzai (1667–1751)
                                        - 72/45/18. Gessen Zenne (1702–1781)
                                          - 73/46/19. Gibon Sengai (1750–1837)
                                            - 74/47/20. Tangen (bd)

                    - 62/35. Tōyō Eichō (1429–1504)
                      - 63/36. Yozan Keiyo (bd) niepewny
                        - 64/37. Gudō Tōshoku (1579–1676)
                          - 65/38. Isshi Monju (1608–1646)
                          - 65/38. Shidō Munan (Bunan) (1603–1676)
                            - 66/39. Dōkyō Etan (także Shoju Rojin) (1642–1721)
                              - 67/40. Hakuin Ekaku (1685–1768)
                                - 68/41. Tōrei Enji (1721–1792)
                                  - 69/42. Daikan Monju (1766–1842)

                                - 68/41. Gasan Jitō (1726–1797)
                                  - 69/42. Takujū Kosen (1760–1833)
                                    - 70/43. Sozan Genkyō (1798–1866)
                                      - 71/44. Kasan Zenryo (1824–1893)
                                        - 72/45. Sōhan Gempō (1848–1922)
                                          - 73/46. (Yamamoto) Gempō Giyū (1869–1861)
                                            - 74/47. (Nakagawa) Sōen Genju (1907–1984) USA – szkoła ameryk. rinzai
                                              - 75/48. Maurine Myoon Freedgood (bd)
                                              - 75/48. Shimano Eidō Tai {ur. 1932)

                                      - 71/44. Razan Gemma (1815–1867)
                                        - 72/45. Nan’in Zengu (1834–1904)

                                    - 70/43. Myōki Sōseki (1774–1848)
                                      - 71/44. Karyō Zuika (1790–1859)
                                        - 72/45. Tankai Genshō (1811–1898)
                                          - 73/46. Dokutan Sōsan (1840–1917)
                                            - 74/47. Nanshinken Mukai Koryō (1864–1935)
                                              - 75/48. Nakamura Kyōsan Taiyū (1886–1954)
                                                - 76/49. Miura Isshū Jitō (1903–1978 nie zostawił spadkobiercy Dharmy

                                    - 70/43. Shunnō Zen’etsu (1883–1845?)
                                      - 71/44.
                                        - 72/45.
                                          - 73/46.
                                            - 74/47. Mokurai Sōen (1854–1930)

                                  - 69/42. Inzan Ien (1751–1814)
                                    - 70/43. Tōrin Sōju (zm. 1837)
                                      - 71/44. Settan Shōboku (1812–1873)

                                    - 70/43. Taigen Shigen (1768–1837)
                                      - 71/44. Taisetsu Jōen (1797–1855)
                                        - 72/45. Dokun Jōshu (1819–1895)
                                          - 73/46. Banryū Zenso (bd)
                                            - 74/47. Jōten Sokō (bd)
                                              - 75/48. Sasaki Jōshū (bd)

                                      - 71/44. Gisan Zenrai (1802–1878)
                                        - 72/45. Tekisui Giboku (1822–1888)
                                        - 72/45. Ekkei Shuken (1809–1883)
                                        - 72/45. Kōsen Sōon (1816–1892)
                                          - 73/46. Kōgaku Sōen (1859–1919)
                                            - 74/47. Hōgaku Jikō (bd)
                                            - 74/47. Senzaki Nyogen {1876–1958)
                                            - 74/47. Tetsuō Sōkatsu (1870–1954)
                                              - 75/48. Gotō Zuigan Sōseki (1879–1965)
                                              - 75/48. Sasaki Shigetsu Sōshin (1882–1945)

W tym okresie – XIII wiek – okazało się, że Japończycy nie tylko są już w pełni przygotowani do przyjęcia zenu, ale także są zdecydowani na jego praktykowanie. Nampo zajmuje unikalną pozycję w tradycji szkoły rinzai. Cieszył się szacunkiem swoich współczesnych, ale z dzisiejszej perspektywy jest właściwie patriarchą szkoły rinzai. Jeszcze przed końcem okresu Kamakury wprowadzenie zen do Japonii okazało się całkowitym sukcesem.
Do Japonii dokonano 24 wczesnych transmisji chan/zen z Chin. Do dziś przetrwała w Japonii tylko jedna linia przekazu rinzai – właśnie ta od Nampo Jōmyō. I chociaż dzisiaj jest 15 linii przekazu Dharmy rinzai, to wszystkie one wywodzą się z Myōshin-ji. Jest to przyczyną nierozwiązanych dyskusji, czy naprawdę można mówić, że zen rinzai jest pełnoprawnym spadkobiercą chanu linji z okresu Song.

## Pięć klasztorów, dziesięć świątyń
System hierarchicznego podporządkowania klasztorów rinzai zwany w skrócie w języku japońskim gozan, czyli dosłownie pięć gór jest prawie wierną kopią chińskiego systemu organizacji klasztorów chan wushan. Pełna nazwa tego systemu to w języku chińskim wushan shicha, a w zsinizowanej wersji języka japońskiego gozan jissetsu (lub jūsatsu), czyli pięć klasztorów, dziesięć świątyń. Jednak składał się on w rzeczywistości z trzech elementów
- pięciu klasztorów – największych pięciu klasztorów zen z Kamakury, a później, gdy władze przeniosły się do Kioto, także pięciu największych klasztorów zen nowej stolicy.
- dziesięciu świątyń[b] – były to wielkie i wpływowe klasztorne kompleksy poza stolicą, zarówno w miastach, jak i na terenach wiejskich, zależne od pięciu głównych klasztorów, dzięki czemu były wspierane i chronione przez siogunat.
- pewnej liczby większych świątyń (jap. shozan).

Do czuwania nad systemem i właściwym jego funkcjonowaniem stworzony został specjalny urząd.
Prowadzono rankingi klasztorów; np. w rankingu dokonanym za panowania cesarza Go-Daigo (1334–1336) lista wyglądała następująco:
- -     -       -         -           -             -               - 1. Nanzen-ji
              - 2. Tōfuku-ji
              - 3. Kennin-ji
              - 4. Kenchō-ji
              - 5. Engaku-ji

Lista z 1341 r. zawierała już klasztory w części zarówno z Kamakury, jak i Kioto
- -     -       -         -           -             -               - 1. Kenchō-ji..........Nanzen-ji
              - 2. Engaku-ji..........Tenryū-ji
              - 3. Jufuku-ji
              - 4..........................Kennin-ji
              - 5..........................Tōfuku-ji

Ostateczny ranking został zrobiony za sioguna Yoshimitsu; były to dwie listy klasztorów Kioto i Kamakury
- -     -       -         -           -             -               - 1. Tenryū-ji..........Kenchō-ji
              - 2. Shōkoku-ji.......Engaku-ji
              - 3. Kennin-ji..........Jufuku-ji
              - 4. Tōfuku-ji...........Jōchi-ji
              - 5. Manju-ji............Jōmyō-ji

Nad nimi była pierwsza świątynia w kraju, czyli klasztor Nanzen. Charakterystyczne było to, że klasztory Kamakury były już podległe klasztorom z Kioto. Dwa z klasztorów Kioto, mianowicie Tenryū i Shōkoku należały do linii przekazu mistrza zen Musō Sosekiego, czyli Musō Kokushiego, jak jest bardziej znany. Brak jest wielkiego klasztoru Tōfuku, należącego do linii Enniego Ben’ena. Jest na liście natomiast mało ważny klasztor Manju.
System gozan objął także klasztory i świątynie w całym kraju. W 1338 r. cesarz Go-Daigo rozkazał wybudowanie w całym kraju świątyń dla narodowego uspokojenia (jap. ankokuji) i pagód dla dobrobytu odczuwających istot. Miały być one poświęcone tym, którzy zginęli w bitwach cesarza z siogunami Hōjō w latach 1331–1333. Wybudowano po jednej świątyni i jednej pagodzie we wszystkich 63 regionach kraju i na dwóch wyspach. Wszystkie nowe świątynie zostały związane z klasztorami zen systemu gozan, pod protekcją rządu bakufu i lokalnych zarządów. Pagody – oprócz tych, które należały do szkół shingon, tendai i ritsu – zostały własnością gozan.
Mnisi zen, najczęściej znakomicie wykształceni i o dużych umiejętnościach komunikowania się z innymi, byli wykorzystywani przez siogunat do najróżniejszych celów, nawet politycznych: misji dyplomatycznych, negocjacji itd. Również powierzano im operacje finansowe.

### Literatura, sztuki piękne
System gozan, tak jak i jego chiński pierwowzór wushan, przyczynił się do niezwykłego rozwoju literatury, malarstwa, jak również sztuk użytkowych (np. ceramiki). Dzięki temu zen zajął centralne miejsce w historii kultury Japonii. Okres największych wpływów zen rozpoczyna się wraz z przeniesieniem go z Chin (zobacz: chan) na początku okresu Kamakury i trwa jeszcze w antybuddyjskim okresie Tokugawa (1600–1868).
Różnica między Chinami a Japonią była wyraźna; w Chinach sztuka chanu i jego estetyka była ważnym wkładem w kulturę tego kraju, w Japonii cała jej kultura została przesiąknięta zen. Kultura chińska stworzyła dzieła, do których dzieła japońskie nigdy nie dorównały, ale przez 500 lat właściwie wszystko w Japonii zostało w taki czy inny sposób naznaczone przez zen.

#### Architektura

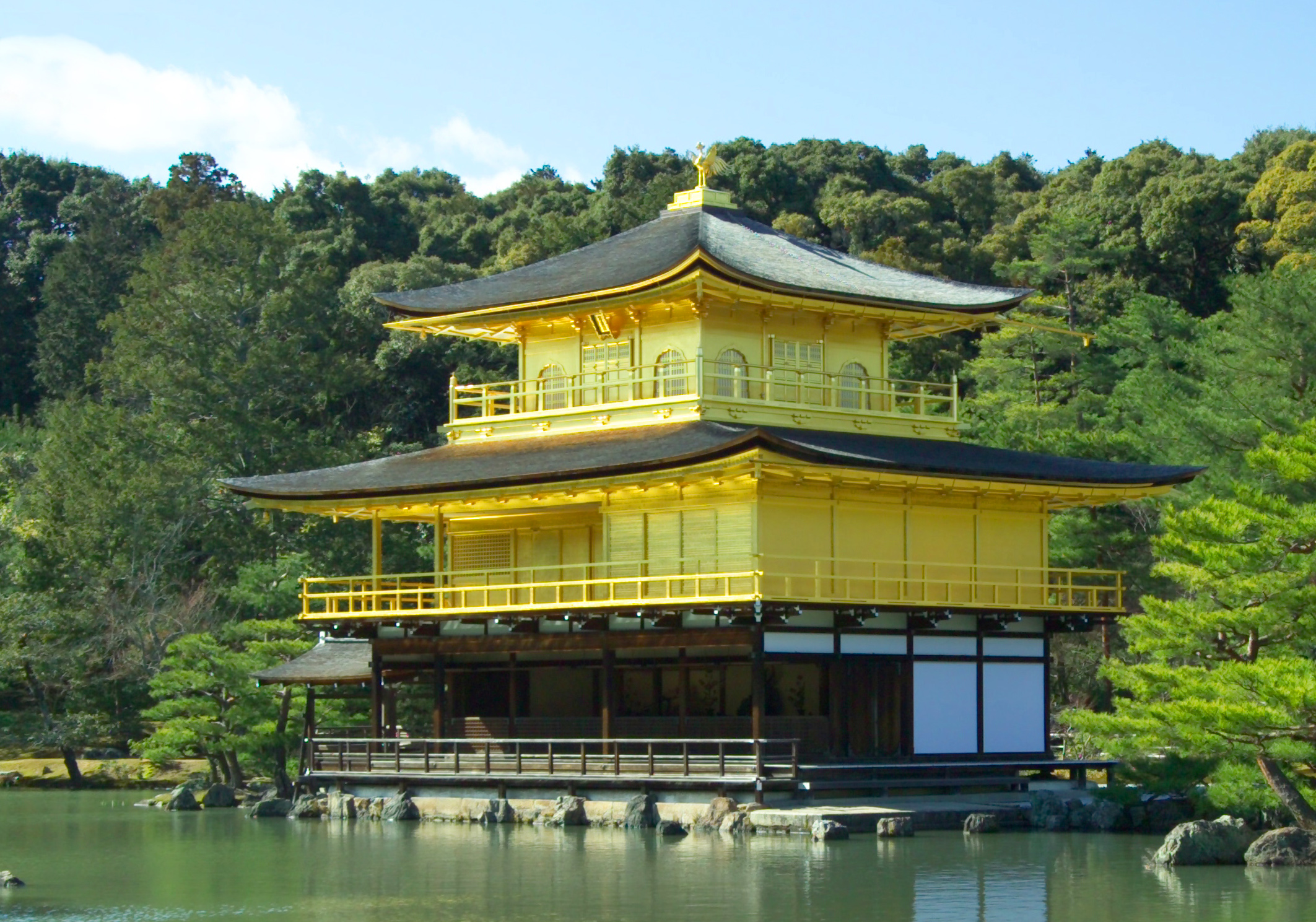
Kinkaku-ji – Złoty Pawilon

Najłatwiej oddziaływanie zen można zobaczyć w architekturze jego klasztorów. Zarówno Eisai Myōan, jak i Enni Ben’en podczas pobytu w Chinach pilnie studiowali architekturę chińskich klasztorów. Japończycy także zapoznawali się z architektami i artystami chińskimi i zapraszali ich następnie do Japonii. Właściwie wszystkie klasztory z XIII wieku są pod teoretycznymi i praktycznymi wpływami chińskimi dynastii Song. Najbardziej znaczącymi klasztorami z tego okresu są najpewniej Kenchō-ji z Kamakury i Tōfuku-ji z Kioto. Gdy w 1319 r. Tōfuku-ji uległ pożarowi, klasztor Kenchō przesłał swoje własne plany architektoniczne, które zostały wykorzystane do przywrócenia klasztorowi poprzedniego wyglądu. Kenchō-ji może być uważany za ogólny model dla średniowiecznych klasztorów. Jednak Tōfuku-ji prawdopodobnie najpełniej wyraził idee architektoniczne zen tego okresu.
Innym wspaniałym przykładem jest klasztor Nanzen. Został on przebudowany z pałacu cesarskiego i jest przykładem okazałych budowli w obszernym terenie z ogrodami.
Dwa wspaniałe budynki znane jako Złoty Pawilon (jap. Kinkaku-ji) i Srebrny Pawilon (Ginkaku-ji) wybudowane przez klan Ashikaga, są przykładami najwyższego okresu rozwoju architektury zen.

#### Ogrody

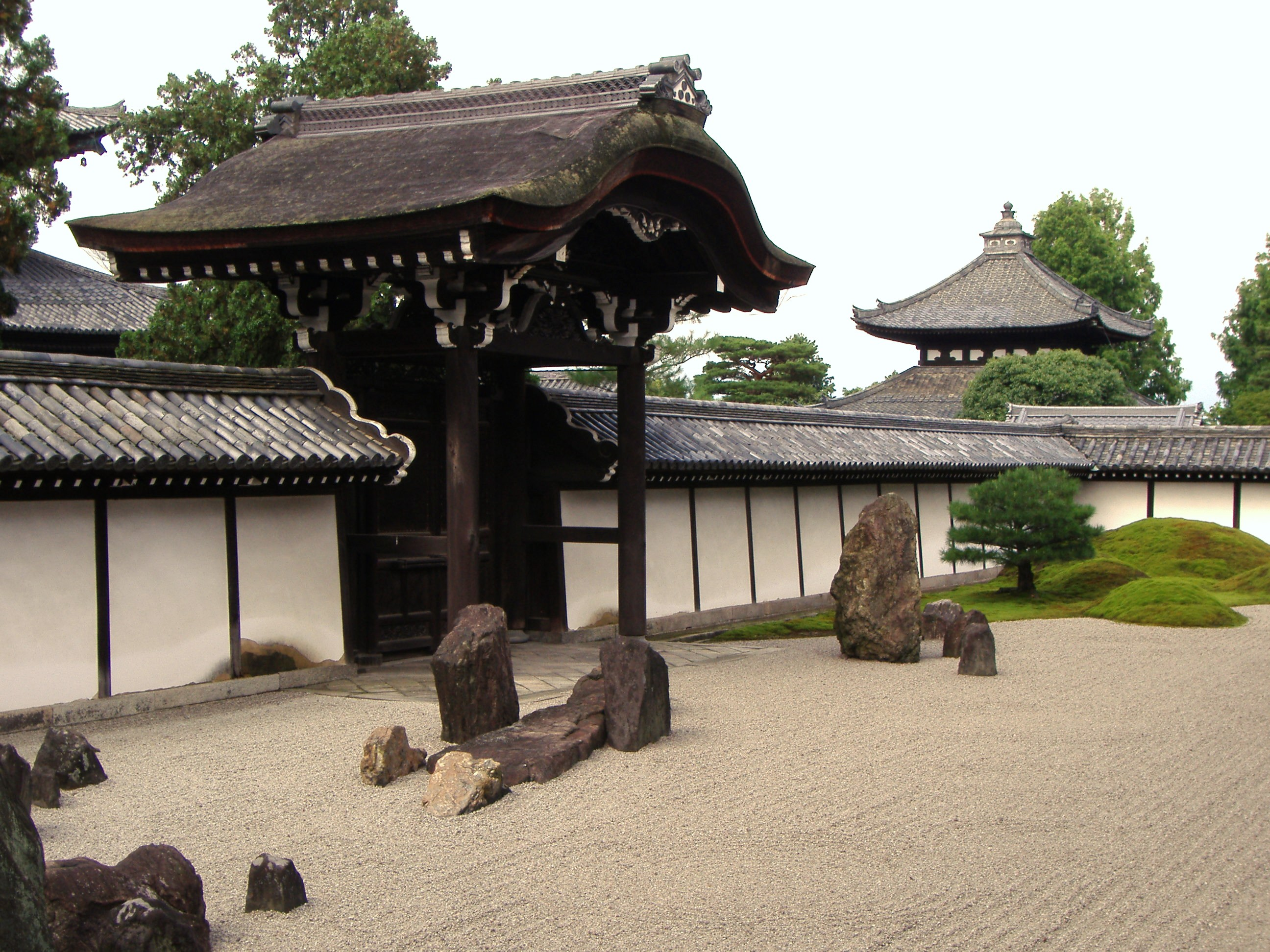
Ogród zen w Tōfuku-ji – hojo

Ogrody klasztorne także był zainspirowane wzorami chińskimi. Szczególnie klasztory zen traktowały ogrody jako własne wyobrażenia na temat natury; zawierały one góry i doliny, wzgórza, jeziora i strumienie. Chiny słynęły ze swoich niezwykle pięknych założeń ogrodowych i zyskały nawet miano matki ogrodów. Japończycy przenieśli wzorce jeszcze w okresie Nary, jednak rozwój ogrodów klasztorów zen poszedł w innym kierunku; zaczęły one wyrażać uduchowioną miłość do natury a ogród stał się symbolem kosmosu.
Najstarsze ogrody zen zostały założone przez Musō Kokushiego i ciągle należą do najpiękniejszych przykładów sztuki ogrodów. Ich styl reprezentuje okres przejściowy z pejzażowych ogrodów okresu Heian do kamiennych ogrodów okresu Muromachi. Można je podziwiać w klasztorach Saihō (ok. 1339) i Tenryū (ok. 1343) w Kioto.
Olbrzymią rolę w japońskich ogrodach odgrywały symbole. Kamienne lub suche symboliczne ogrody w stylu kare-sansui rozwinęły się pod koniec okresu Muromachi. Obywając się bez koloru, ozdób itp., ogrody te potrafiły symbolizować cały wszechświat. Kamienie i głazy symbolizowały góry i wyspy, a mech, żwir czy piasek symbolizowały nieskończony ocean. Były one nawet uważane za obrazowe kōany (chiń. Koan).
Najsłynniejsze tego typu ogrody znajdują się w Shinju-an, Myōshin-ji, Nanzen-ji, Daisen-ji. Najbardziej znany jest ogród w Ryōan-ji.

#### Ogrody herbaciane

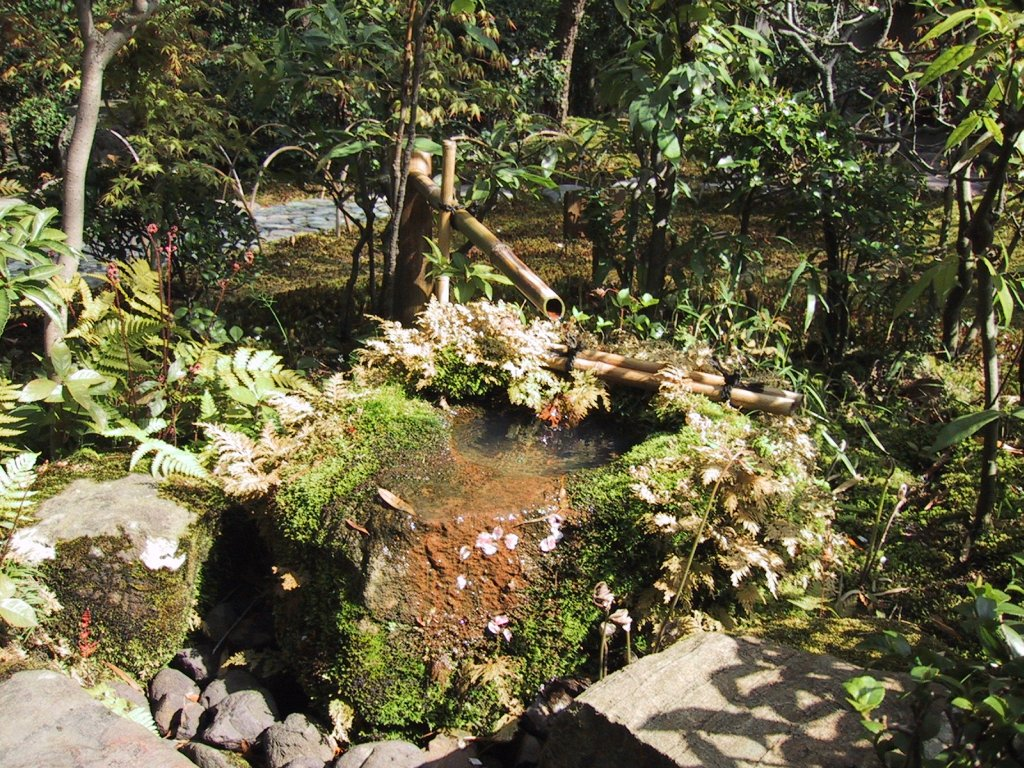
Ogród herbaciany Urakuten w Inoyamie, Japonia

Były one związane z ceremonią picia herbaty (jap. chanoyu). Ogród herbaciany (jap. roji) był łącznikiem, który przeniósł sztukę ogrodów z sacrum – z religijnych i uduchowionych ogrodów zen – do profanum – świeckiego świata. Pierwsze oznaki tego ruchu nastąpiły jeszcze w okresie Edo w posiadłościach arystokratów. Jednak piękno całego projektu, składającego się z ogrodu i pomieszczenia do ceremonii herbaty leżało w skromności.
Ogród składał się głównie ze ścieżki wysadzanej drzewami i gęstymi krzakami, która prowadziła do pokoju ceremonii herbaty. I tu stosowano zenistyczną zasadę asymetrii. Nieregularne kamienie (jap. tobi-ishi) wytyczały ścieżkę i pozwalały na spokojne kroczenie po nich. Po drodze mijało się kamienną latarnię (ishi-dōrō) i strumień spadającej z bambusowej rury wody. Szczyt rozwoju ceremonii herbaty, to XVI wiek. W Japonii ogrody herbaciane znajdowały się prawie wszędzie.

#### Kaligrafia

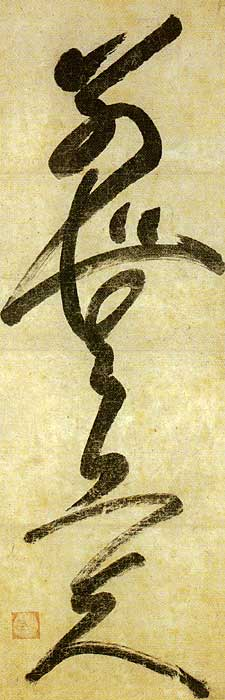
Kaligrafia mistrza chan Muso Sosekiego

Kaligrafia jest niewątpliwie starsza niż zen. W Chinach za wzór doskonałości uważało się kaligrafię okresu dynastii Wschodniej dynastii Jin (317–420), a zwłaszcza sztukę Wanga Xizhi (307–365) i jego syna Wanga Xianzhi (344–388). Były one podstawą dla prac mistrzów kaligrafii okresu Song takich jak np. poeta chan Huang Tingjian (1045–1105), uczeń mistrza chan Huitang Zuxina (1025–1100). Kaligrafia Huanga miała olbrzymi wpływ na rozwój zenistycznej kaligrafii japońskiej. Chińską kaligrafię przeniósł do Japonii Eisai Myōan. Być może pierwszym mistrzem zen kontynuującym tradycję Tianjiana był Shūhō Myōchō (Daitō Kukushi). Rozwijał ten styl także Shunjō (1166–1227). Chińscy mistrzowie chan, którzy przybyli do Kamakury sami byli bardzo dobrymi kaligrafami; zwłaszcza Lanxi Daolong, ale prawdziwym mistrzem był jego uczeń Yishan Yining. Wybitnym mistrzem tej sztuki był Musō Soseki. Najwybitniejszym zaś kaligrafem okresu Muromachi był Ikkyū Sōjun.
Tradycję wybitnego chińskiego kaligrafa Gulina Qingmao (1262–1329) kontynuował w Japonii Zekkai Chūshin (1336–1405).
W późniejszym okresie zasłynęła swoimi kaligrafami szkoła ōbaku.
Wspaniałe dzieła kaligraficzne pozostawili po sobie mistrzowie zen Hakuin Ekaku (1685–1768), Gibon Sengai (1751–1837) i Ryōkan Taigu (1758–1831).
Sztuka kaligrafii wydaje się być mocno związana z zen. Jedną z przyczyn jest to, że sztuka ta umożliwiała szybkie wyrażenie swojego wewnętrznego doświadczenia. Tusz na papierze ryżowym wysychał natychmiast, a więc niemożliwe były jakiekolwiek poprawki. Kaligrafia ukazywała grafologicznie stan umysłu i kreatywność autora i nie były one czymkolwiek zafałszowane.

#### Malarstwo
Najwyższą formą sztuki zen było malarstwo, którego wyrazem były głównie pejzaże. Inspirowane było religijnymi i filozoficznymi poglądami zen i było największym wkładem zen do malarstwa.
Malarstwo tuszem (jap. suibokuga) było uprawiane w klasztorach zen przez malarzy-mnichów (jap. gasō), którzy wyrażali w ten sposób swoje oświecenie. Japońskie malarstwo zen pozostawało pod wpływem chińskiego malarstwa chan okresu Song.
Chociaż głównym tematem były pejzaże, to jednak malarstwo to nie ograniczało się tylko i wyłącznie od nich. Mnisi przedstawiali obrazowo historie zen, jego słynne postacie, patriarchów, sięgali w przeszłość i malowali wyobrażenia arhatów (jap. chinsō). Obrazowali także specyficzne wypowiedzi zen, paradoksy (jap. zenkizu lub zenkiza). Sięgali również do tematyki czysto religijnej przedstawiając Buddę Śakjamuniego, bodhisattwów (zwłaszcza Kannon skt Avalokiteśvara). W grupie obrazów chinsō najczęściej malowaną osobą był Bodhidharma (jap. Daruma).
Ponieważ o początku malarstwa zen wiadomo bardzo niewiele za pionierów uważa się dwóch mnichów: Mokuana (zm. ok. 1345) i Kaō (zm. 1345), o życiu których niewiele wiadomo. Jednym z najbardziej znanych obrazów Mokuana jest praca zatytułowana Czterej śpiący i przedstawiająca dwie słynne postacie chanu Hanshana (jap. Kanzan) i Shidego (jap. Jittoku) oraz mistrza chan Fenggana z tygrysem. Kaō, po powrocie z Chin, został opatem klasztoru Nanzen. Jego ulubionym tematem był Hanshan i Shide.
Jednym z najbardziej cenionych autorów portretów mistrzów zen był Kichizan Minchō (1350–1431), znany także jako Chō Densu. Dorównywał mu nieco starszy malarz – Mutō Shūi (połowa XIV wieku).
W Kamakurze przez trzy pokolenia sławą cieszyli się malarze z rodziny Ami: Nōami (1397–1471), znany także jako Shinnō, Geiami (1431–1485), znany jako Shingei i Sōami (zm. 1525). Uczeń Geiamiego – Shōkei był jednym z czołowych malarzy zen wschodniego rejonu Japonii Kantō. Był sekretarzem klasztoru Kennin w Kamakurze i dlatego był także znany jako Kei Shoki (jap. shoki – sekretarz).

Sesshū Tōyō – Pejzaż

W połowie okresu Muromachi siogun Yoshimitsu ufundował pracownię malarską, którą prowadził malarz-mnich Josetsu (działał pom. 1400 a 1413). Jego uczeń Shūbun (działał pom. 1444 a 1448) studiował także malarstwo w Korei i po powrocie malował w stylu chińskich mistrzów malarstwa chan Ma Yuana i Xia Guia.
Zapewne największym malarzem, i to nie tylko zen, ale w ogóle malarzem japońskim, był Sesshū Tōyō (1420–1506). Był prawdopodobnie uczniem Shūbuna oraz praktykował zen w Shōkoku-ji. Jego pejzaże zbliżają się już nieraz do abstrakcji. Malowane są jedynymi w swoim rodzaju śmiałymi, pewnymi i dynamicznymi pociągnięciami, a nawet uderzeniami pędzla, wyrażającymi duchowość zen, pełną mentalną kontrolę i równocześnie całkowitą naturalność i spontaniczność. Jego sztuka wpłynęła na wszystkich późniejszych artystów.
Jego uczniem był Shūgetsu działający pod koniec XV i na początku XVI wieku. Mnich Sesson Shūkei (1504–1589) był pod takim wpływem Sesshū, że imitował styl swojego mistrza.
Pod koniec okresu Muromachi malarstwo zen zostaje wyparte przez malarstwo dekoracyjne, które nieraz zachowało pewne cechy malarstwa zen. Tak było w wypadku artysty Kanō Masanobu (1434–1530). Malarstwo ulegało coraz większej sekularyzacji.
Dopiero w okresie Edo, malarstwo zen został przywrócone do życia dzięki dwóm wybitnym mistrzom zen i artystom. Byli nimi Hakuin Ekaku (1685–1768) i Gibon Sengai (1751–1837).

#### Ceremonia herbaty
Ceremonia picia herbaty, jest rytuałem wykonywanym w milczeniu, podobnym w pewnym stopniu od zenistycznych grupowych odosobnień medytacyjnych. Jej wynikiem jest pogłębienie więzów społecznych. Chajin (pol. przyjaciele od herbaty) spotykają się w celu wspólnego wykonania drobiazgowej i wysoce zrytualizowanej ceremonii, podczas której pije się zieloną herbatę z indywidualnie wykonanych głębokich miseczek.
Okakura w swojej klasycznej książce Księga herbaty napisał, że ceremonia herbaty jest kultem powstałym dla uczczenia piękna pośród brzydkich zdarzeń codziennego życia.
Podczas gdy zen podkreśla jedność czy tożsamość sacrum i profanum, w ceremonii herbaty wkracza się w sferę duchowości pośród tego, co jest najbardziej profanum.

#### Ceramika

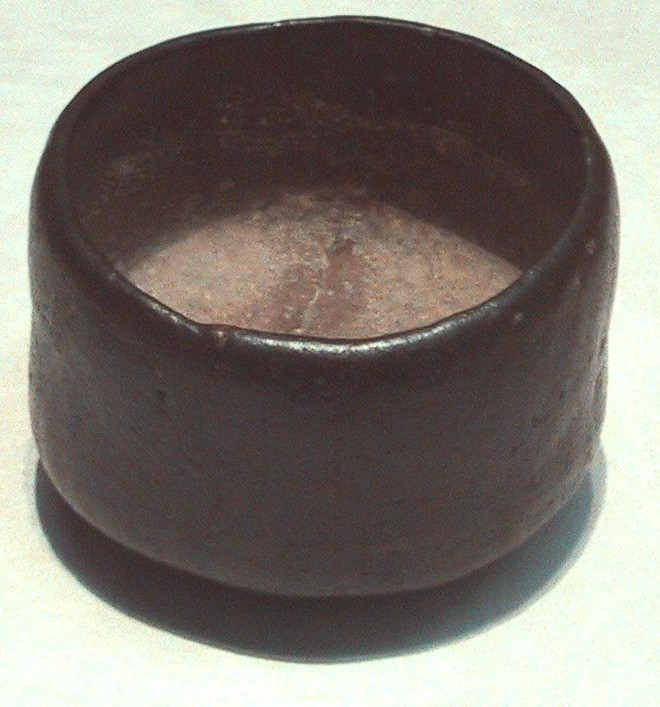
Czarna miseczka Raku

Ceramika związana z zenem powstała m.in. w związku z rozwojem i popularnością ceremonii herbaty. Miseczki do picia herbaty (chawan), samo serce ceremonii, tak jak i inne naczynia, były wykonywane indywidualnie, co dotyczy zresztą wszystkich elementów materialnych ceremonii. Ponieważ były to wyroby jednostkowe, indywidualne – traktowane były jako indywidualności i nawet osobowości i często nadawano im imiona.
Mistrz herbaty Sen no Rikyū spotkał artystę, prawdopodobnie Koreańczyka, Chōjirō (1512–1592), który stworzył monochromatyczne miseczki, o proporcjach idealnie łączących głębokość i szerokość. Syn Chōjiro był równie słynny. Jego dziełem była ceramika „raku”.
Z inwazji na Koreę (1592–1593) Hideyoshi Toyotomi przywiózł koreańskich mistrzów ceramiki i osiedlił ich w Japonii w Karatsu na wyspie Kiusiu, które stało się centrum koreańskiej ceramiki.
W XVII wieku sławą cieszyła się zielonkawa ceramika w stylu oribe.
Po XVII wieku rosnąca sekularyzacja Japonii spowodowała upadek ceramiki, jak i innych sztuk związanych z duchowością zen.

## Klasztory rinka
Poza systemem gozan znajdowało się wiele klasztorów. Nakamura Hajime tak je określił: duże klasztory szkoły zen w wiejskich okolicach, w kontraście do tzw. świątyń sōrin szkoły zen w Kioto, Kamakurze itd., które znajdujemy w miejskich centrach.
Główne dwie cechy klasztorów rinka (także czasem ringe) to ich całkowite oderwanie od klasztorów systemu gozan i ich wiejska lokalizacja. Zaliczyć tu można więc wielkie klasztory Daitoku i inne należące do jego linii, oraz klasztor Myōshin i należące do linii Genjū. Nie stworzyły one żadnej specjalnej instytucji administracyjnej czy kierowniczej.
W przeciwieństwie do klasztorów gozan mniej zajmowano tu się tworzeniem sztuki, a bardziej praktyką zen. Dlatego wszelkie próby reformowania szkoły rinzai wychodziły właśnie z tych klasztorów. Nieprzypadkowo mistrz zen, który dokonał w końcu koniecznych reform, czyli Hakuin Ekaku, należał do linii przekazu mistrza Tōyō Eichō wywodzącej się z Myōshin-ji.
Jednym z najwybitniejszych mistrzów zen związanych z klasztorami rinka był Ikkyū Sōjun. Chociaż sam wybitny poeta i malarz, w swoich wierszach krytykował pięknoduchostwo i brak praktyki zen w klasztorach rinzai. Został opatem Daitoku-ji.
Innymi znanymi klasztorami ringe były Kōgaku należący do linii hottō, Daimyō należący do linii gettan oraz Eigen.

## Zen odOdy Nobunagido okresuMeiji
- Uważa się, że procesy sekularyzacji i zmierzania Japonii do nowoczesności zaczęły się za panowania Ody Nobunagi (1534–1582), który postanowił zjednoczyć cały kraj pod swomi rządami. Można powiedzieć, że jego dojście do władzy zakończył definitywnie tzw. okres sengoku jidai (walczących państw), który zaczął się tzw. wojną Ōnin (1467–1477) i doprowadził poprzez kulturalną, ekonomiczną i społeczną degenerację do upadku siogunów Ashikaga. W czasie tego okresu buddyzm stracił zarówno klasztory, jak i prestiż, którym się cieszył. Utracił także poparcie władz, które związane było z finansowymi korzyściami. Od tego czasu buddyzm stał się po prostu popularną religią bez pretensji do jakiegoś duchowego przywództwa. Jedynie tradycja zen utrzymała się bez większych strat materialnych, chociaż utraciła swoje wpływy polityczne.

Nobunaga – przejęty ideami konfucjańskimi – postanowił całkowicie pozbawić buddyzm wpływów na losy państwa i w ciągu stosunkowo krótkiego czasu spalił ok. 3000 klasztorów i świątyń buddyjskich należących głównie do szkół tendai, kegon i shingon, i których centrum była góra Hiei. Mnisi mogli opuścić klasztor przed spaleniem; w wypadku gdy nie chcieli tego zrobić – byli paleni razem z klasztorem.
Jego następca – Toyotomi Hideyoshi – wykazywał do zen pozytywne nastawienie; uważał nawet, że powinien on wziąć udział w edukacji społeczeństwa. Zen już wcześniej prowadził pozareligijną edukację, np. Keian Genju (1427–1508), jeden z przedstawicieli ruchu gozu otworzył Satsuma gakuha, w której nauczano mnichów i laików chińskiej filozofii – nie tylko buddyjskiej. Jej absolwentem był znany później Shimazu Nisshinsai (1492–1568). Inną bardzo znaną szkołą, zbliżoną do dzisiejszej szkoły średniej, prowadzoną przez mnichów rinzai, była Ashikaga Gakkō. W okresie panowania Hideyoshiego ruch edukacyjne przybrał na sile; mnisi rinzai propagowali kształcenie i prowadzone przez nich szkoły stały się, w pewnym sensie, wzorem dla późniejszych szkół podstawowych.
Tak więc ten etap sekularyzacji nie pozbawił zen szacunku ze strony społeczeństwa i był on jedyną buddyjską tradycją, która utrzymała swoją pozycję, głównie dzięki wysiłkowi włożonemu w propagowanie sztuki i nauk.
- Gdy następcą Hideyoshiego został Ieyasu Tokugawa (1543–1616) sytuacja buddyzmu i zen znów się zmieniła. Państwo przejęło nad nimi kontrolę. Wprowadzono rejestrację wszystkich klasztorów i świątyń, wszystkie szkoły buddyjskie musiały się zorganizować w stowarzyszenia z głównymi świątyniami (jap. honji lub honzan) lub świątyniami filialnymi (jap. matsuji)[g] a wszystkie rodziny musiały zarejestrować się jako wyznawcy odpowiednich szkół buddyjskich.
- W okresie Edo szkoła rinzai reprezentowana była głównie przez dwa wielkie klasztory Daitoku i Myōshin całkowicie niezależne od systemu gozan. Daitoku-ji po śmierci mistrza Takuana Sōhō (1573–1645), na skutek obniżenia jakości praktyki, nie był w stanie w tym okresie wytworzyć żadnych wybitnych osobowości. Myōshin-ji, po okresie zastoju, szybciej zdołał się podnieść. Dokonali tego czterej główni uczniowie 9 opata tego klasztoru Sekkō Sōshina, od którego rozpoczęły się reformy praktyki[11]. Uczniowie ci odbudowali zniszczony klasztor, a dwaj z nich, mianowicie Tokuhō Zenketsu (1419–1506) i Tōyō Eichō (1429–1504) stworzyli nowe linie przekazu Dharmy, które przetrwały do dziś, a linia mistrza Tōyō Eichō wydała wielkiego mistrza i reformatora Hakuina Ekaku.
- Hakuin zreorganizował pracę z kōanami i stworzył nową ich klasyfikację. Tutaj podążał drogą wytyczoną przez swojego wielkiego chińskiego poprzednika mistrza chan Dahui Zonggao. Hakuin całkowicie krytykował mieszanie praktyki zen z praktyką nembutsu (recytowania imienia buddy Amidy) oraz mokushō zen – zen cichego oświecenia praktykowany w szkole sōtō. Te dwie praktyki oskarżał o spowodowanie upadku zen. Równocześnie był tolerancyjny: Studiowanie zen, recytowanie imienia, nawet czytanie i recytowanie sutr, są pomocą na ścieżce do postrzeżenia Drogi. Odrzucał tak modne w ruchu gozan intelektualne i literackie podejście do kōanów, kiedy mnisi analizowali literackie ich cechy. Przywrócił znów kanna zen (chiń. kanhua chan; zen introspekcji kōanu) Jego kolejne reformy szły w kierunku zwiększenia dyscypliny klasztornej i praktyki medytacyjnej. Chociaż sam wybitny artysta (muzyk, malarz, kaligraf) uważał, że klasztor jest miejscem na ciężką i czasem bolesną praktykę zen. Przywrócił regulaminowe regularne odbywanie trzymiesięcznych odosobnień medytacyjnych w lecie i zimie. Jego wielką zasługą jest zrzucenie z rinzai odium arystokratyczności. Wzorem chińskich mistrzów wprowadził szkołę rinzai między zwykłych ludzi. Jego idee zostały przejęte i rozwinięte przez jego wybitnych uczniów. Oficjalnie zostawił 50 spadkobierców Dharmy. Właściwie prawie cały współczesny zen rinzai wywodzi się od Hakuina.
- Antybuddyjskie działania sterowane przez konfucjanistów za Tokugawy, nasiliły się w okresie Meiji. Najpierw oddzielono shintō od buddyzmu. Następnie konfucjaniści połączyli się z shintoistami w ruchu reformatorskim zwanym Kokugaku i zaczęli występować przeciwko buddyzmowi. Palono świątynie i klasztory buddyjskie. Chociaż początkowo wydawało się, że władze chcą zniszczyć buddyzm całkowicie, ich celem było takie osłabienie buddyzmu, aby shintō stało się narodową religią i wspierało imperialne dążenia nowoczesnej Japonii. Z pałacu cesarskiego usunięto wszystko, co było buddyjskie lub mogło o nim przypominać. Wszelkie ceremonie shintoistyczne były prowadzone dla dobra państwa, narodu i cesarza, który był uważany za boga.
- W 1872 r. została założona instytucja zwana Daikyō-in (Wielka Nauka). Łączyła ona shintoistów, konfucjanistów, buddystów i innych nauczycieli narodowych. Podstawą były poglądy shintoistyczne, etyka – konfucjańska. Stworzono listę kilkunastu reguł nauczania, które powinny promować m.in. modernizację państwa. Właściwie ani jedna z zasad nie była buddyjska. W organizacji tej każda szkoła buddyjska reprezentowana była przez mnicha kierującego daną szkołą. Zen został potraktowany jako jedna szkoła i jego reprezentantem był Yuri Tekisui (1822–1899), opat Tenryū-ji w Kioto. Jednak wkrótce szkoła sōtō zaczęła reprezentować samą siebie przez wymieniających się co roku opatów Eihei-ji i Sōji-ji. Szkoła rinzai i szkoła ōbaku rozpoczęły zabiegać o wzajemne uznanie ich odrębności, co zagwarantowano im w 1876 r. Jedyną szkołą buddyjską, która protestowała przeciw tej organizacji była jōdo shinshū, której przedstawiciel Shimaji Mokurai (1838–1911) domagał się jej likwidacji i oddzielenia religii i państwa. Po wielu dyskusjach organizację tę zamknięto w 1875 r.[12] Ponieważ władzom zależało na dalszym osłabieniu buddyzmu, jeden z następnych dekretów znosił celibat mnichów i zezwalał na jedzenie mięsa i ryb. Dotyczyło to także zen.

W ciągu następnych kilkudziesięciu lat, pomimo pojawiania się wybitnych mistrzów zen, jakość praktyki zaczęła systematycznie spadać. Tytuł rōshi oznaczający mistrza zen, zaczął tracić na znaczeniu i stał się często tylko tytułem grzecznościowym oraz dziedziczonym wspólnie ze świątynią.
Co gorsza, wielu mistrzów zen najwyraźniej zapomniało o ideach zen i buddyzmu i stało w pierwszym szeregu chwalców imperialnej i zmierzającej do wojny polityki Japonii. Proces ten przebiegał od początku XIX wieku. Mistrzowie ci przyjęli idee shintoistyczne za swoje. Prawo cesarskie i Dharma buddyjska zostały utożsamione tworząc zen drogi imperialnej w miejsce zen drogi Buddy. Cesarz stał się żywym bogiem i mądrością wszechświata.
Wielu z mistrzów później zmieniło co do tego zdanie. Należy jednak uwzględnić to, że buddyzmu zen nie można rozumieć w kategoriach dobra i zła, bo jest to nauka o niedualizmie. Chociaż działania wielu mistrzów miały jasny cel imperialistyczny, to wielu pozostałych jest niesłusznie oskarżanych o takie polityczne zagrywki. Do dziś często nie da się jasno określić, którzy nauczali buddyzmu w czystej formie, a którzy go wykorzystywali do polityki prowojennej.

## Mistrzowie
- Bankei Yōtaku
- Hakuin Ekaku